# دودولایتسه
دودولایتسه (به صربی: Dudulajce) یک منطقهٔ مسکونی در صربستان است که در مروشینا واقع شده‌است.